# 아이엠낫

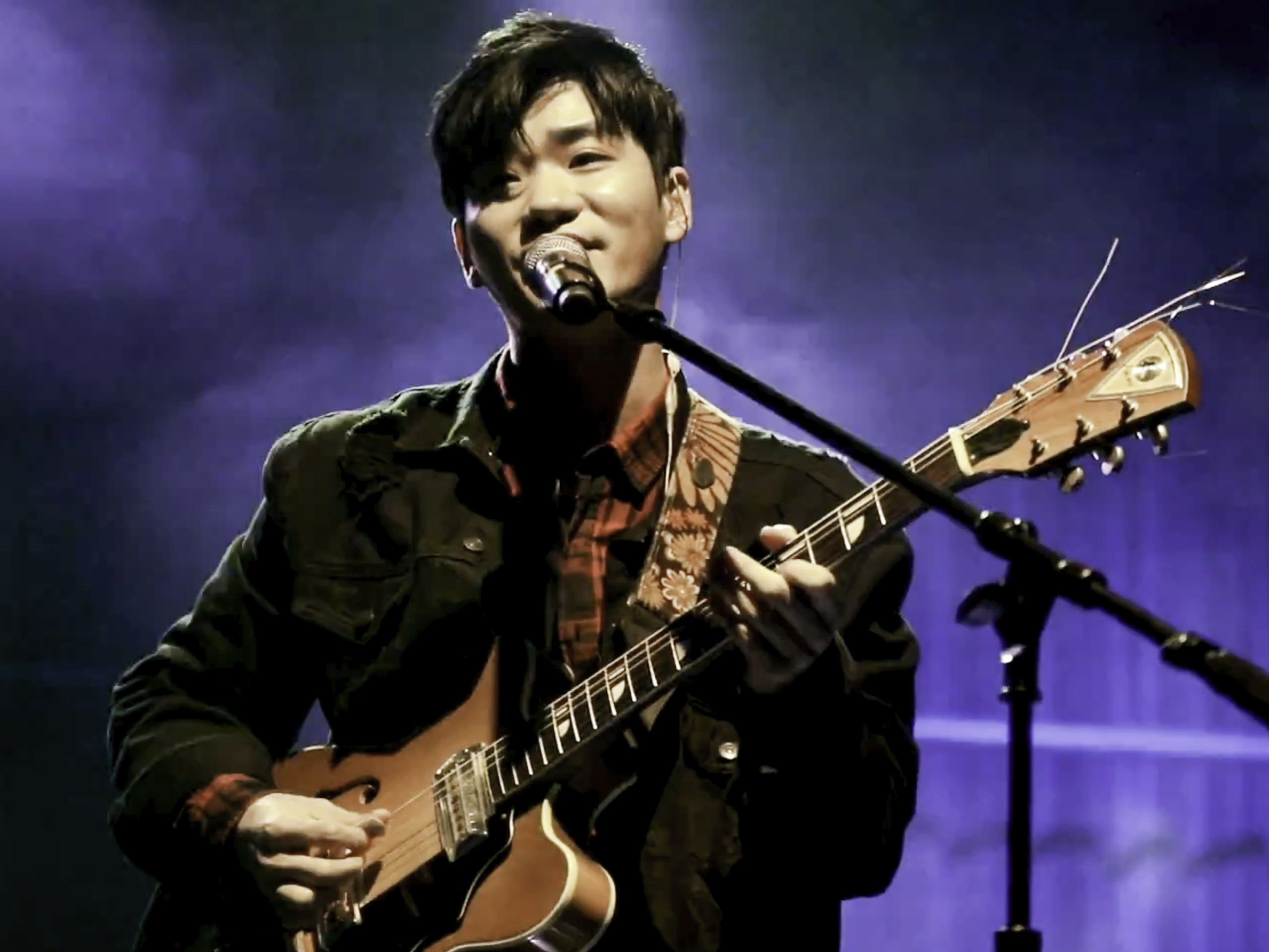
임헌일의 모습 (2018년)

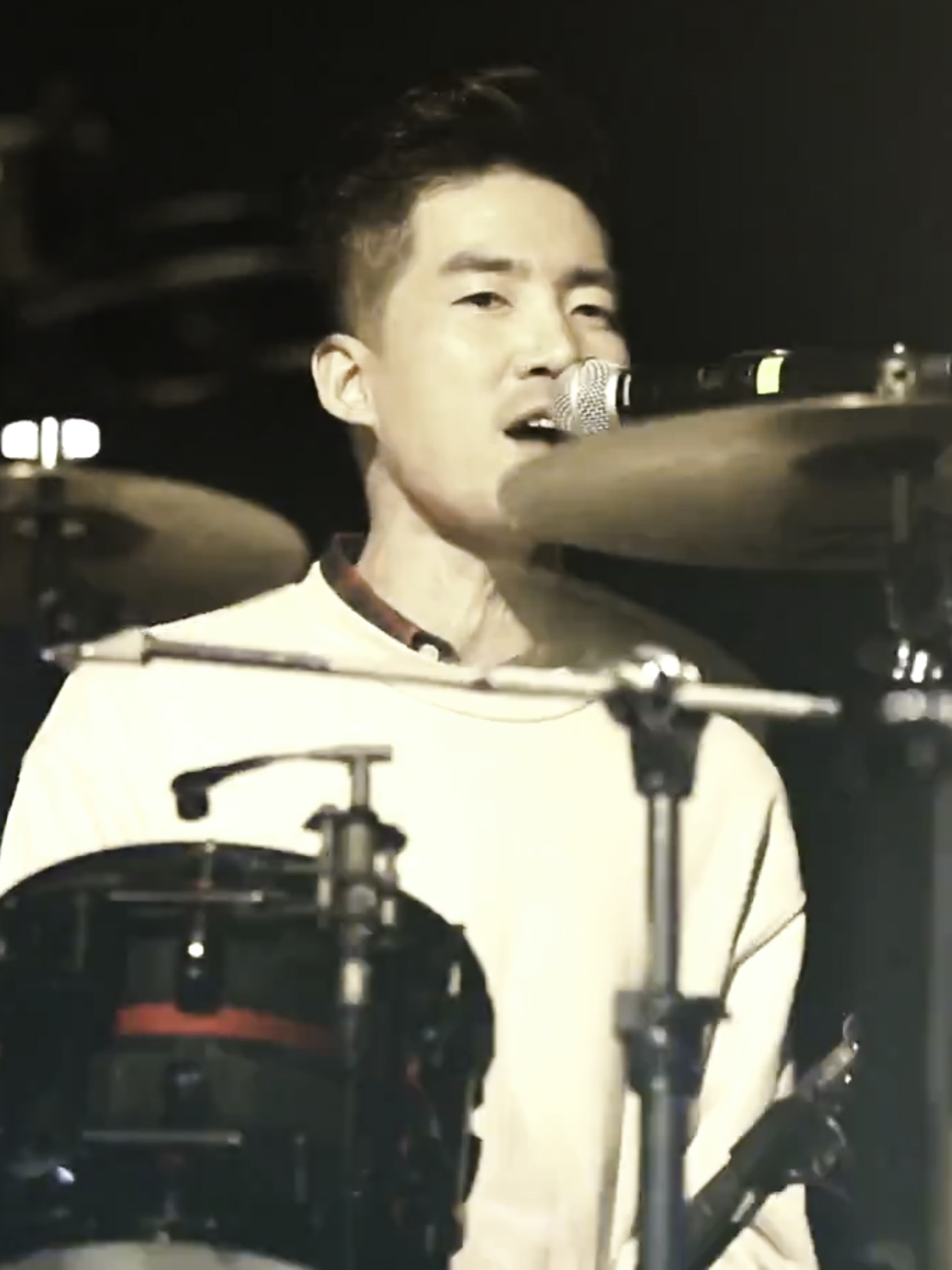
드러머 김준호의 모습 (2018년)

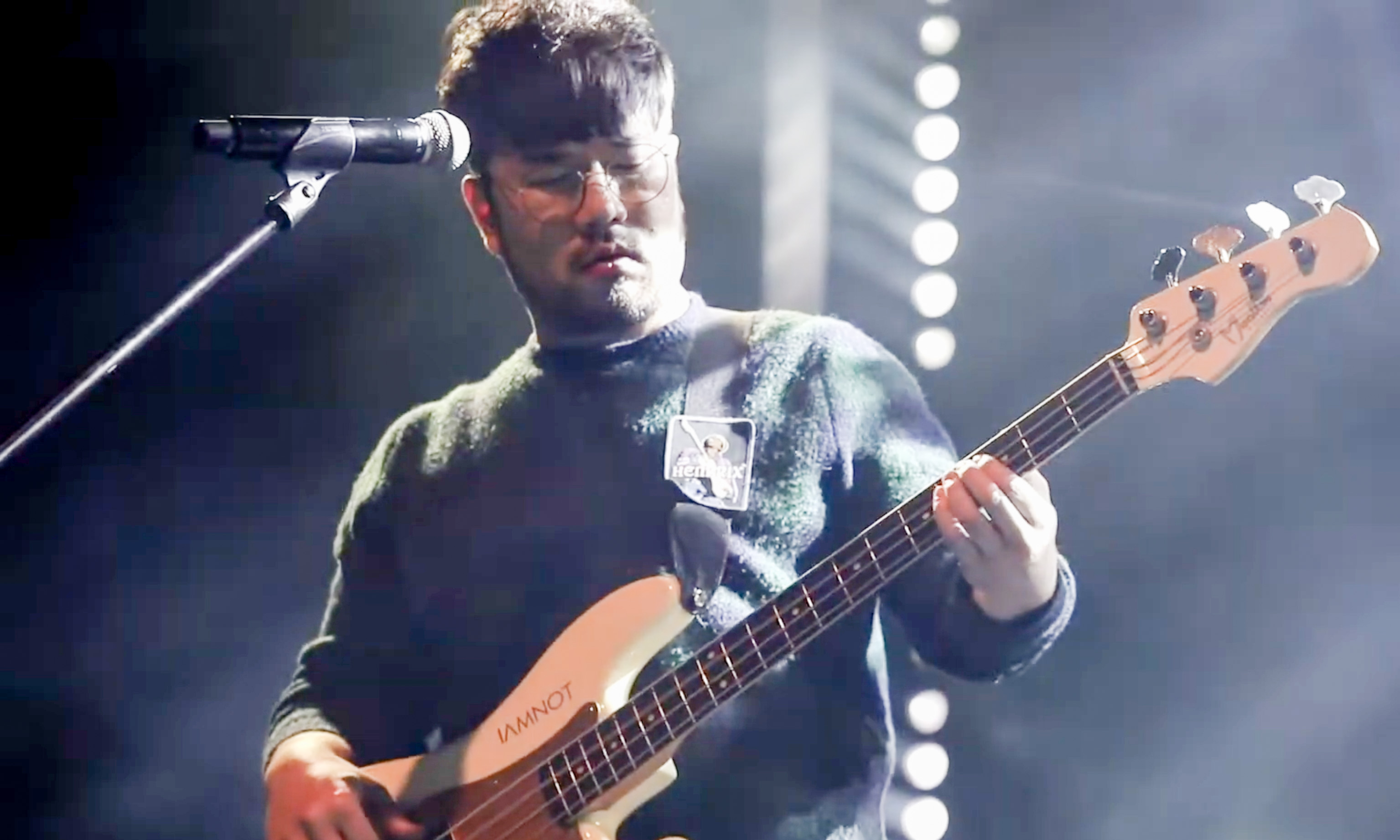
베이시스트 양시온의 모습 (2018년)

아이엠낫(iamnot)은 그래비티 뮤직과 계약한 대한민국의 록 밴드이다. 임헌일, 양시온, 김준호 등 3명의 멤버로 구성되어 있다. 2015년, 데뷔 미니 앨범 Whoami를 발매했다. 2017년에 첫 스튜디오 앨범 Hope을 발매했다. 제27회 하이원 서울가요대상에서 밴드상을 수상했다.

## 구성원
- 임헌일 - 메인 보컬, 기타
- 양시온 - 베이스
- 김준호 - 드럼

## 디스코그래피

### 음반
스튜디오 앨범
- Hope (2017년 5월 26일 발매)

EP
- Whoami (2015년 9월 15일 발매)